# Uriasposten
|  | Denne artikel handler om webloggen Uriasposten. For det oprindelige begreb, se uriaspost. |
Uriasposten var en dansk politisk blog der fra 22. juni 2003 til 24. juli 2022 blev redigeret og skrevet af historiker Kim Møller, der betegnede sig selv som nationalkonservativ og "klart højreorienteret". Den fokuserede blandt andet på, hvad bloggens redaktør opfatter som manglende alsidighed hos danske statslige og "mainstream" medier, især i forhold til indvandring og islam. 
Navnet Uriasposten dækker over en udsat post og er inspireret af Bibelens beretning om Urias (2. Sam. 11).
Selv skrev Kim Møller om baggrunden for sin blog:
"Hvorfor? – Det er der flere grunde til, men først og fremmest fordi de danske medier anskuer Verden med røde eller lyserøde briller, hvor konservatisme eller synspunkter der ligger til højre for midten typisk kun bruges som skældsord. Til det kan jeg kun sige: Festen er slut".
I begyndelsen af 2016 meddelte Kim Møller, at han indstillede udgivelsen af nye indlæg på Uriasposten for i stedet at blive redaktør på fuld tid af netavisen Document.dk, der ejes af Hans Rustad og er en aflægger af dennes norske netavis Document.no. Rustad afbrød dog efter kun to måneder samarbejdet med Kim Møller, og 4. marts genoptog Møller arbejdet med Uriasposten.

## Uriaspostens omdømme og betydning
Uriasposten blev i 2007 udnævnt til "Danmarks mest indflydelsesrige blog" af mediekonsulentfirmaet Primelabs (nu Twingly). Kriteriet var antallet af links fra andre blogs, der angiver, hvor ofte hvert enkelt indlæg citeres af andre bloggere.
Der findes flere eksempler på, at mainstreammedier og folketingspolitikere, herunder ministre, har benyttet indlæg fra Uriasposten som input i den offentlige debat.
I begyndelsen af 2016 meddelte Kim Møller, at han indstillede udgivelsen nye indlæg på Uriasposten for i stedet at blive redaktør på fuld tid af netavisen Document.dk, der ejes af Hans Rustad og er en aflægger af dennes norske netavis Document.no. Rustad afbrød dog samarbejdet med Kim Møller, og 4. marts genoptog Møller arbejdet med Uriasposten.

## Strid om ophavsret
I begyndelsen af juni 2007 opstod der en kontrovers mellem journalist Knud Brix fra Nyhedsavisen og Uriaspostens redaktør, Kim Møller. Knud Brix havde skrevet en artikel, hvor han angreb Uriasposten for at bedrive en smædekampagne mod Frank Aaen. Kim Møller havde scannet denne artikel ind i sin helhed og lagt den på Uriasposten sammen med gensvar mod påstandene. Knud Brix beskyldte nu Kim Møller for brud på ophavsretten og sendte et honorarkrav på 5408 kroner med trussel om en eventuel retssag. Fotograf Teitur Jónasson sendte desuden et krav om 1500 kroner for gengivelse af hans billede af Frank Aaen, som var en del af den indscannede artikel.
Uriasposten fjernede den indscannede artikel som følge af kravet. Sagen gav anledning til diskussion om ophavsrettens principper i en tid, hvor de skriftlige medier ikke længere er enerådende. Kim Møller blev støttet af mange bloggere, også med anderledes politiske holdninger. Efter at have deltaget i et aftenprogram på TV2 indgik de to parter et forlig, som Kim Møller dog kommenterede med ordene: "Han fik ret – jeg fik fred." Som konsekvens af flere uafklarede stævninger besluttede Kim Møller 24. juli 2022 at lukke Uriasposten, men åbnede op for på et tidspunkt at udgive sine erfaringer med bloggen som bog. Han skrev bl.a. "det er med vemod, men det er svært at drive en dokumenterende blog a la Uriasposten i 2022. Kan jeg ikke dokumentere udviklingen kildenært, så giver det ikke rigtigt mening med løbende opdateringer om stort og småt."